# Ploščina
Plôščina (tudi ploščína) je v geometriji mera za velikost geometrijskega lika oziroma dela ravnine. Ploščina je v tesni zvezi s površino, ki je vsota ploščin vseh mejnih ploskev telesa. Izraz ploščina praviloma uporabljamo za dvorazsežne objekte (like - dele ravnine), površina pa za trirazsežne objekte (telesa - dele prostora).
V slovenski matematiki je bila dolgo edina oznaka za ploščino mala črka p (začetna črka besede ploščina), v novejšem času pa se uveljavlja tudi velika črka S (začetna črka latinske besede superficium). V tujih jezikih pogosto srečamo tudi oznako A (začetna črka latinske besede area).

## Definicija ploščine
Enota za merjenje ploščine je enotski kvadratek - to je kvadrat, ki ima za stranico 1 dolžinsko enoto. Ploščina lika je število, ki nam pove, koliko enotskih kvadratkov popolnoma prekrije dani lik. Zgled: Pravokotnik s stranicama 5 (dolžinskih enot) in 4 (dolžinske enote) lahko pokrijemo s 5 · 4 = 20 enotskimi kvadratki, torej je njegova ploščina enaka 20 (ploščinskih enot). Na tem principu temelji formula za ploščino pravokotnika s stranicama a in b: ploščina p = ab.
Pri drugih likih se pokrivanje z enotskimi kvadratki ne izide vedno. Postopek nadaljujemo z manjšimi kvadratki, npr s takimi, ki predstavljajo stotinko, desettisočinko, milijoninko osnovne enote in tako napej do infinitezimalno majhnih enot.

## Ploščine osnovnih likov
Za računanje ploščin osnovnih likov uporabljamo naslednje formule:

### Trikotniki
- ploščina trikotnika z dano stranico in višino:

{\displaystyle p={\frac {a~v_{a}}{2}}={\frac {b~v_{b}}{2}}={\frac {c~v_{c}}{2}}}
- ploščina trikotnika z danima dvema stranicama in kotom med njima:

{\displaystyle p={\frac {ab\sin \gamma }{2}}={\frac {bc\sin \alpha }{2}}={\frac {ac\sin \beta }{2}}}
- ploščina trikotnika z danimi stranicami (Heronova formula):

{\displaystyle p={\sqrt {s(s-a)(s-b)(s-c)}}}, pri čemer je {\displaystyle s={\frac {a+b+c}{2}}}
- ploščina enakostraničnega trikotnika:

{\displaystyle p={\frac {a^{2}{\sqrt {3}}}{4}}}

### Štirikotniki
- ploščina pravokotnika s stranicama a in b:

{\displaystyle p=a~b\!\,}
- ploščina kvadrata s stranico a:

{\displaystyle p=a^{2}\!\,}
- ploščina paralelograma z dano stranico in ustrezno višino:

{\displaystyle p=a~v_{a}=b~v_{b}\!\,}
- ploščina paralelograma z danima dvema stranicama in enim kotom:

{\displaystyle p=ab\sin \alpha =ab\sin \beta \!\,}
- ploščina trapeza z danima osnovnicama in višino:

{\displaystyle p={\frac {a+c}{2}}~v}
- ploščina štirikotnika s pravokotnima diagonalama e in f (npr.: deltoida, romba):

{\displaystyle p={\frac {ef}{2}}}

### Pravilni mnogokotniki
- ploščina pravilnega trikotnika (enakostraničnega trikotnika):

{\displaystyle p={\frac {a^{2}{\sqrt {3}}}{4}}}
- ploščina pravilnega štirikotnika (kvadrata):

{\displaystyle p=a^{2}\!\,}
- ploščina pravilnega šestkotnika:

{\displaystyle p={\frac {3a^{2}{\sqrt {3}}}{2}}}
- ploščina pravilnega osemkotnika:

{\displaystyle p=2(1+{\sqrt {2}})a^{2}}

### Drugi liki
- ploščina kroga s polmerom r:

{\displaystyle p=\pi r^{2}\!\,}
- ploščina elipse s polosema a in b:

{\displaystyle p=\pi ab\!\,}

## Ploščine krivočrtnih likov
Ploščino krivočrtnih likov, ko so omejeni s krivuljami lahko izračunamo z integralom.
- ploščina lika pod grafom funkcije {\displaystyle y=f(x)} na intervalu {\displaystyle [a,b]}:

{\displaystyle p=\int _{a}^{b}f(x)dx}
- ploščina krivočrtnega trikotnika omejenega s parametrično podano krivuljo {\displaystyle x=x(t),y=y(t)} med vrednostmi parametra {\displaystyle t=t_{0}} in {\displaystyle t=t_{1}}(vrednost {\displaystyle o} je  enaka {\displaystyle 1} ali {\displaystyle -1} in je odvisna od orientacije krivulje):

{\displaystyle o\cdot p={\frac {1}{2}}\int _{t_{0}}^{t_{1}}xdy-ydx={\frac {1}{2}}\int _{t_{0}}^{t_{1}}\left(x(t){\dot {y}}(t)-{\dot {x}}(t)y(t)\right)dt}
- ploščina krivočrtnega trikotnika omejenega s krivuljo podano v polarnih koordinatah {\displaystyle r=r(\varphi )}:

{\displaystyle p=\int _{\varphi _{0}}^{\varphi _{1}}r^{2}(\varphi )d\varphi }
- ploščine zanke, ki jo omejuje pozitivno orientirana parametrično podana krivulja (integalske meje sta parametra samopresečišča):

{\displaystyle p={\frac {1}{2}}\int _{t_{0}}^{t_{1}}xdy-ydx={\frac {1}{2}}\int _{t_{0}}^{t_{1}}\left(x(t){\dot {y}}(t)-{\dot {x}}(t)y(t)\right)dt}

## Mere za ploščino
Mednarodni sistem enot (SI) predpisuje za merjenje površine izpeljano enoto kvadratni meter. Poleg tega pogosto uporabljamo tudi kvadratni centimeter, kvadratni milimeter, kvadratni kilometer, ipd.